# Buddha Machine
La Buddha Machine (en chinois : 貝佛 / 贝佛 pinyin Bèi Fó) est un lecteur de boucles sonores. FM3, un duo musical basé en Chine, composé de Christiaan Virant et de Zhang Jian y a associé son nom.

## Buddha Machine

### Description
La Buddha Machine est un petit lecteur de boucles musicales. Le nom et le concept de l'objet dérivent d'un lecteur de musique chinois similaire qui psalmodie des boucles de mélopées bouddhiques ; cet appareil fut découvert par Christiaan Virant dans un temple, et il décida de l'adapter à sa propre production de musique à base de boucles sonores. Il joue en continu l'une des neuf boucles sonores ambient qu'il contient, lesquelles durent de 5 à 40 secondes.
Lancé en 2005, l'appareil s'était vendu à plus de 50 000 unités deux ans plus tard. Une nouvelle version, contenant neuf boucles supplémentaires, a été lancée le 1er novembre 2008.

### Matériel

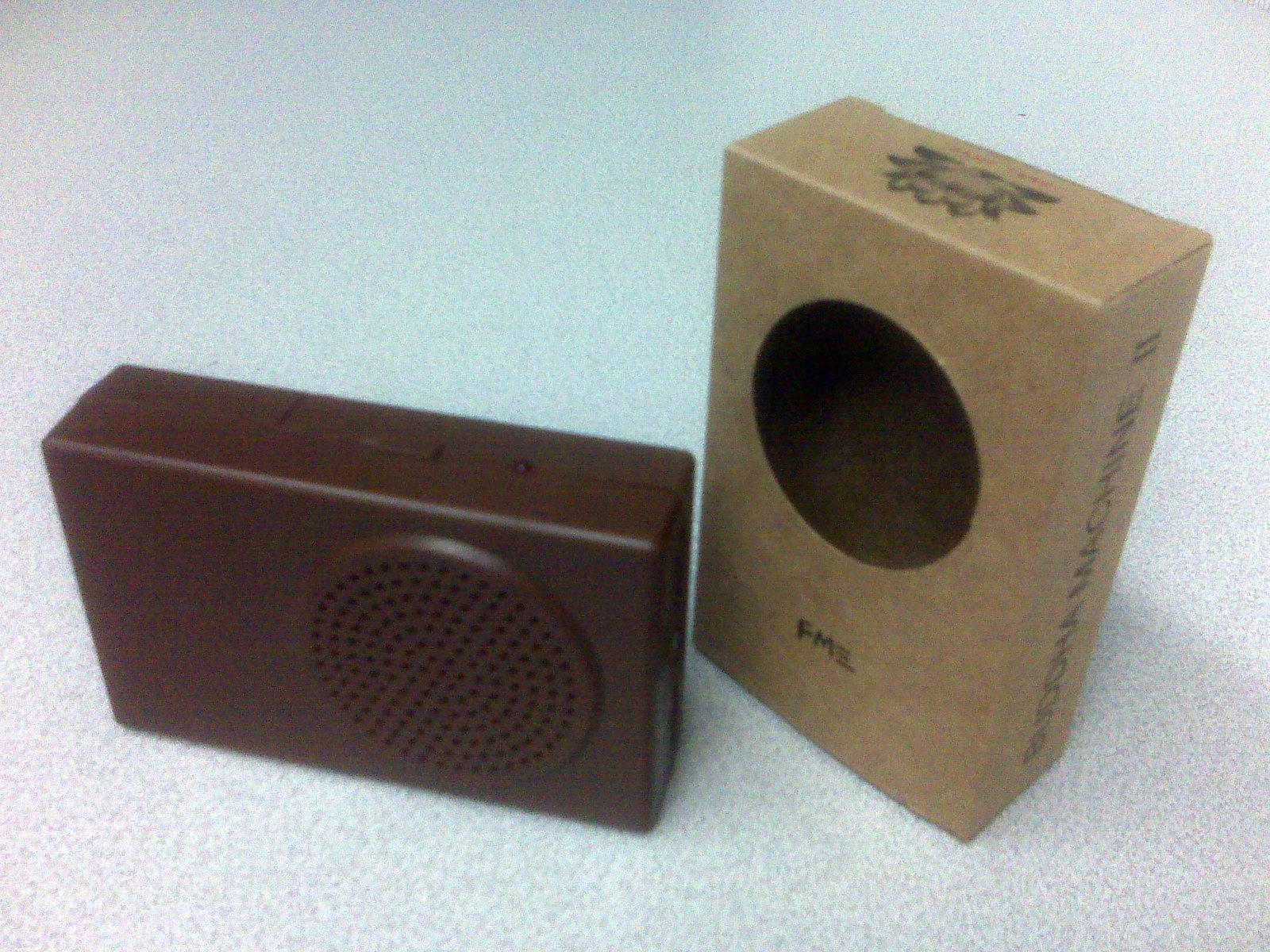
La Buddha Machine 2.0

La Buddha Machine ressemble à un petit récepteur radio en plastique. Elle possède un contrôle de volume qui sert également d'interrupteur, une prise pour casque audio, un adaptateur 4,5 V et un bouton qui, lorsqu'il est actionné, sélectionne la boucle suivante. À la différence d'un baladeur numérique, l'utilisateur ne peut pas charger le contenu de l'appareil.

## Albums dérivés
En octobre 2006, Robert Henke, membre du duo Monolake, a sorti un album intitué Layering Buddha contenant 10 pistes créées en « filtrant, modifiant la hauteur et superposant soit les boucles originales, soit de nouvelles boucles créées à partir de morceaux des originales. »
Jukebox Buddha, sorti à la fin de l'année 2006, utilise les neuf boucles, remixées par divers artistes tels Sun City Girls, Sunn O))), Thomas Fehlmann, Jan Jelinek, Blixa Bargeld (de Einstürzende Neubauten), Robert Henke (de Monolake), Alog ou Mapstation.